# Гадното момиче
„Гадното момиче“ (на немски: Das schreckliche Mädchen) е западногермански филм от 1990 година, биографична трагикомедия на режисьора Михаел Верховен по негов собствен сценарий.
В центъра на сюжета е наивна млада жена в следвоенна Германия, която със започналия от училищен проект упорит интерес към историята на родното си градче по времето на Нацистка Германия предизвиква неудобство и по-остри реакции у своите съграждани. Главните роли се изпълняват от Лена Щолце, Роберт Гигенбах, Моника Баумгартнер, Фред Щилкраут.
„Гадното момиче“ получава наградата „Сребърна мечка“ и наградата на БАФТА за чуждоезичен филм и е номиниран за „Златен глобус“ и „Оскар“ за чуждоезичен филм.